# Harafica
Harafica je cimbálová muzika působící v okolí Uherského Hradiště, jejíž repertoár vychází z lidové muziky moravského Slovácka a některých folklórních regionů slovenských.

## Historie
Píše se rok 1999, když na ZUŠ Uherské Hradiště vzniká další dětská cimbálová muzika pod vedením Pavla Štulíra, učitele této školy. Tento zkušený pedagog poskládal sestavu deseti malých muzikantů z valné většiny vybraných z folklorních kruhů a začal je pomalu a jemně zasvěcovat do tajů lidové písně. A protože správný muzikant musí taky umět zahrát tanečníkům pod nohy, začala muzika už od prvních měsíců spolupracovat s folklorním souborem Hradišťánek, přičemž tato spolupráce pokračuje až do dnešních dnů.
Na sólové dráze však muzikanti nezůstávali pozadu a již po prvním roce muzicírování vyhráli Přehlídku cimbálových muzik v Mikulově a v roce 2003 se ve Vysokém Mýtě stali absolutními vítězi v celostátní soutěži v kategorii "dětská cimbálová muzika".
Kontakty s folklorními soubory, ale i např. se Slováckým muzeem, či městem Uherské Hradiště aj., zavedly muziku mnohokrát za hranice České republiky. Z mnoha můžeme jmenovat např. zájezdy do Německa a Turecka s Hradišťánkem, Francie s Handrlákem či Polsko s taneční složkou Cifry.
Zpěvačkou skupiny je členka souboru Městského divadla Zlín česká herečka a zpěvačka Lucie Rybnikářová.
V roce 2005 se rozloučili se ZUŠ a začali pracovat sami pod názvem Cimbálová muzika Harafica a vedením cimbálisty Petra Gablase. Stále se však vracejí k osobě Pavla Štulíra, který je jim i dnes rádcem, učitelem, ale také kamarádem.